# Relatively Speaking

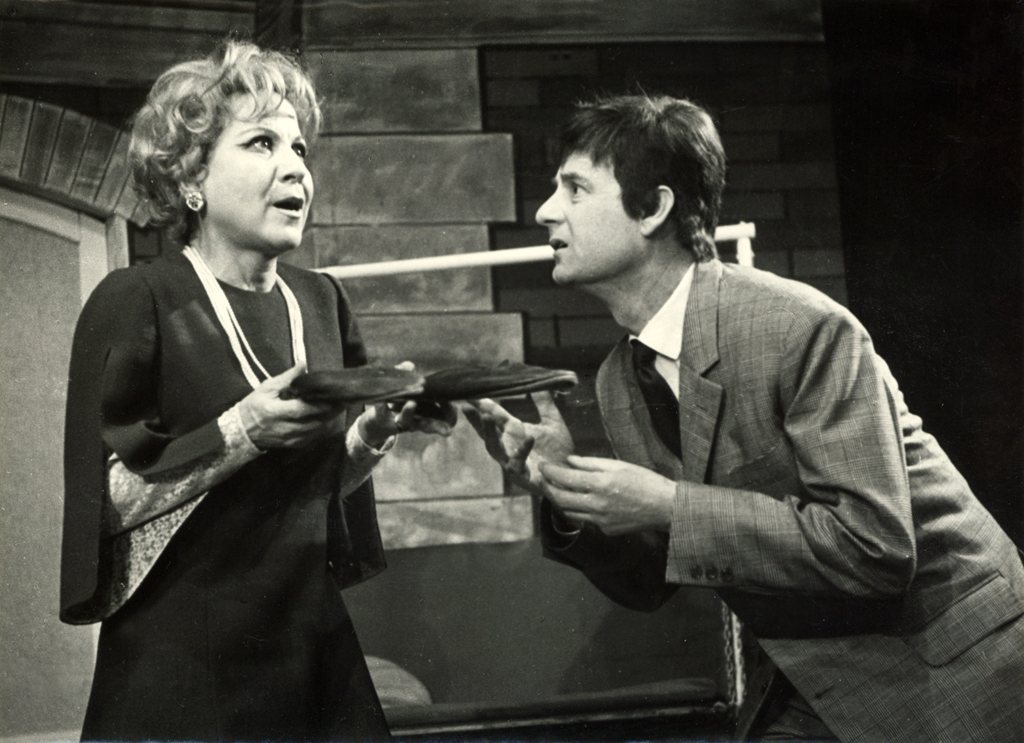
Tina Leonova (Sheila) y Zlatko Šugman (Greg).

Relatively Speaking (traducida al castellano como No entiendo a mi marido y como Un enredo casi familiar) es una obra de teatro del dramaturgo británico Alan Ayckbourn estrenada en 1965.

## Argumento
Greg y Ginny son una pareja de amantes que comparten piso. La aparente felicidad esconde un secreto: Ginny dice ir a ver a sus padres el fin de semana al campo, pero en realidad va al encuentro de su amante secreto, Philip, decidida a romper con él. Greg la sigue y cuando aparece en la casa de campo, antes que Ginny, cree que Philip y su esposa Sheila son en realidad los padres de su novia. Cuando llega ésta convence a Philip para que mantenga la ficción. 

## Representaciones destacadas
Se estrenó en la ciudad de Scarborough en 1965. En 1967 pasaría a los Teatros del West End londinense. Concretamente en el Duke of York's Theatre y estuvo interpretada por Richard Briers (Greg), Michael Hordern (Philip) y Celia Johnson (Sheila).
En España se ha representado en dos ocasiones. La primera, bajo el título de No entiendo a mi marido, en el Teatro Marquina de Madrid, en 1968, dirigida por Pedro Amalio López e interpretada por Isabel Garcés (Sheila), Valeriano Andrés (Philip), José USacristán (Greg) y Conchita Núñez (Ginny). Transcurrieron más de 40 años para su reestreno, en esta ocasión titulada como Un enredo casi familiar en gira por el país en la temporada 2010-2011, en traducción de Daniel Pérez, con un montaje dirigido por Juan Polanco e interpretado por Jaime Blanch (Philip), María Luisa San José (Sheila), Jorge Muñoz (Greg) y María Osuna (Ginny).